# God Am
«God Am» (с англ. «Как мой Бог»)— песня американской гранж-группы Alice in Chains с их одноименного альбома.

## Содержание
Автором текста является Лейн Стейли, а музыку написали Джерри Кантрелл, Майк Айнез и Шон Кинни.
Композиция начинается со звука курения через бонг, что является отсылкой к песне «Intolerance» группы Tool, поклонником которой был Стейли. По словам продюсера Тоби Райта, за все годы их знакомства это был единственный раз, когда он видел Стейли употребляющим наркотики. «Он думал, что это довольно забавно и подходящее к песне, что он включил это во вступление» — сказал Райт.

В начале песни можно услышать, как Стейли глубоко затягивается бонгом и бормочет «Sure, God is all powerful, but does he have lips?» (с англ. —"Уверен, Бог всемогущ, но есть ли у него губы?"). На вопрос о значении вступительной фразы в песни, Кантрелл ответил: 
Я думаю, что Лейн просто дурачился. Иногда людей действительно застает врасплох то, насколько большим чувством юмора мы все обладаем, не только ко всему остальному, но особенно к самим себе.
Тоби Райт среди любимых песен из альбома Alice in Chains,  выделял в том числе «God Am», который, по его мнению, мог стать коммерчески успешным синглом.
В примечаниях к бокс-сету Music Bank, Кантрелл сказал:
Я действительно считаю, что что-то могло бы выйти, но мы так и не смогли до нее[песни] добраться на этом альбоме. Я всегда жалел, что мы не сняли на нее видео и не выпустили ее в качестве сингла, потому что я считаю, что это блестящая песня.

## Выпуск и критические отзывы
Песня была выпущена на студийном альбоме Alice in Chains и на бокс-сете Music Bank, а запись живого выступления попала в концертный альбом Live.
Джон Видерхорн из Rolling Stone написал, что «„God Am“ ставит вопрос о том, как всезнающая сущность может оставаться пассивной перед лицом жестокости и бездушия».

## Концертные выступления
Впервые Alice in Chains исполнили песню «God Am» на разогреве Kiss в Tiger Stadium, в Детройт, штат Мичиган 28 июня 1996 году. Последний раз Стейли исполнил песню 3 июля 1996 году в Kemper Arena в Канзасе. Этот концерт также стал последним для вокалиста в составе группы. С возобновления работы группы в 2005 году, песня изредка звучила во время выступлений.

## Участники записи
- Лейн Стейли — ведущий вокал
- Джерри Кантрелл — бэк-вокал, гитара
- Майк Айнез — бас-гитара
- Шон Кинни — ударные

## Примечание
1. 1 2  Alice In Chains - Alice In Chains (англ.). Дата обращения: 18 марта 2022. Архивировано 19 марта 2022 года.
2. ↑  David de Sola. Alice in Chains: The Untold Story (англ.). — Macmillan, 2015-08-04. — P. 183. — 415 p. — ISBN 978-1-4668-4839-9. Архивировано 19 марта 2022 года.
3. ↑  Jerry Cantrell Says Alice In Chains Is Way Funnier Than Fans Realize (англ.). iHeart. Дата обращения: 19 марта 2022. Архивировано 19 марта 2022 года.
4. ↑  Alice In Chains’ Jerry Cantrell Revisits the Band’s Five Records (англ.). www.vice.com. Дата обращения: 18 марта 2022. Архивировано 19 марта 2022 года.
5. ↑  Jake Brown. Alice in Chains: in the Studio (англ.). — SCB Distributors, 2011-03-16. — P. 65. — 102 p. — ISBN 978-0-9834716-4-6. Архивировано 19 марта 2022 года.
6. ↑  Буклет к сборнику Music Bank (1999)
7. ↑  Alice In Chains - Music Bank (англ.). Дата обращения: 18 марта 2022. Архивировано 19 марта 2022 года.
8. ↑  Alice In Chains - Live (англ.). Дата обращения: 18 марта 2022. Архивировано 8 октября 2021 года.
9. ↑  Jon Wiederhorn. Alice In Chains (англ.). Rolling Stone (30 ноября 1995). Дата обращения: 19 марта 2022. Архивировано 15 марта 2022 года.
10. ↑  Alice in Chains Setlist at Tiger Stadium, Detroit (англ.). setlist.fm. Дата обращения: 18 марта 2022. Архивировано 19 марта 2022 года.
11. ↑  Alice in Chains Setlist at Kemper Arena, Kansas City (англ.). setlist.fm. Дата обращения: 18 марта 2022. Архивировано 4 января 2022 года.
12. ↑  God Am by Alice in Chains Song Statistics | setlist.fm (англ.). www.setlist.fm. Дата обращения: 18 марта 2022. Архивировано 4 января 2022 года.